# La Vila (Tagamanent)
La Vila és una casa de Tagamanent (Vallès Oriental) inclosa a l'Inventari del Patrimoni Arquitectònic de Catalunya.

## Descripció
Casa en ruïnes de la qual queden restes de parets i una torre de cinc pisos, amb teulada a quatre vessants amb finestres quadrades i allindades i pedres cantoneres. S'observen, en els llenços dels murs que resten dempeus, forats per encastar bigues de fusta. Presenta sota el ràfec una decoració de petits arquets.